# Aunay-sous-Auneau
Aunay-sous-Auneau es una comuna francesa situada en el departamento de Eure y Loir, en la región de Centro-Valle del Loira.

## Demografía
| 837 | 755 | 881 | 1109 | 1239 | 1328 | 1565 |
| Para los censos de 1962 a 1999 la población legal corresponde a la población sin duplicidades (Fuente: INSEE [Consultar]) |     |     |      |      |      |      |